# Bystroistokskij rajon
Il Bystroistokskij rajon (in russo Быстроистокский район?) è un rajon del kraj dell'Altaj, nella Russia asiatica.